# Ернст Баварски (1554 – 1612)
Ернст Баварски (на немски: Ernst von Bayern; * 17 декември 1554, Мюнхен; † 17 февруари 1612, Арнсберг, Вестфалия) от рода Вителсбахи, е княз-епископ на Фрайзинг (1566 – 1612), Хилдесхайм (1573 – 1612), Лиеж (1581 – 1612), Мюнстер (1584 – 1612), княз-абат на имперското абатство Стабло-Малмеди (1581 – 1612) и от 1583 до 1612 г. курфюрст и архиепископ на Кьолн.

## Живот
Ернст е най-малкият син на херцог Албрехт V от Бавария (1528 – 1579) и неговата съпруга Анна Австрийска (1528 – 1590), дъщеря на император Фердинанд I. Брат е на баварския херцог Вилхелм V Благочестиви (1548 – 1626).
Ернст учи теология при йезуитите в Инголщат и Рим. На 18 октомври 1566 г. е избран за епископ на Фрайзинг. На 22 май 1583 г. е избран за архиепископ на Кьолн на мястото на оженилия се Гебхард I от Валдбург. През 1584 г. той става епископ на Мюнстер, а от 1590 г. е херцог на Вестфалия.
Архиепископ Ернст живее без брак заедно с Гертруд фон Плетенберг († 26 октомври 1608), която е управителка на дворците му. За нея той се построява палата Ландсбергер Хоф в допълнителната му резиденцията в Арнсберг. През 1595 г. заради метресата си той се мести да живее в Арнсберг. С Гертруд той има син, Вилхелм († 10 февруари 1657), който става духовник и от 1650 г. княз-абат на манастирите Стабло и Малмеди, и една дъщеря Катарина, която наследява Ландсбергер Хоф в Арнсберг от майка си.
Ернст умира на 17 февруари 1612 в Арнсберг, и е погребан пред капелата Три крале в Кьолнската катедрала. Последван е от племенника му Фердинанд от Бавария (1577 – 1650), син на брат му Вилхелм V.

## Произведения
- Reformatio Ivrisdictionis Ecclesiasticae Archiepiscopalis Cvriae Coloniensis: Iussu Et Authoritate Reverendissimi & Serenissimi Principis ac Domini, D. Ernesti Electi & Confirmati Archiepiscopi Coloniensis ... conscripta & aedita. Rasfeldt, Monasterii Westph. 1594 (Digital, Universitäts- und Landesbibliothek Düsseldorf])